# Sebastian Goy
Sebastian Goy (* 14. September 1943 in Stuttgart) ist ein deutscher Dichter und Hörspielautor.
Goy wuchs im Kreis von sechs Geschwistern in Oberbayern auf. Nach seinem Abitur studierte er Pädagogik. Er war mehrere Jahre Lehrer und von 1981 bis 1984 Redakteur in der Hörspielabteilung des Senders Freies Berlin. Er veröffentlichte Romane, Kinderbücher und etwa 100 Hörspiele. Seit 1991 lebt er in Dießen am Ammersee. Seitdem schreibt Goy vor allem Kinderbücher, Theaterstücke, Prosa und Hörspiele, aber auch Krimis. Sebastian Goy bearbeitete die Kriminalromane von Sjöwall, Wahlöö und Tony Hillerman für den Funk. 1998 gewann er den Deutschen Hörspielpreis und 1999 den Preis der deutschen Schallplattenkritik.